# 엔진 제어 장치
엔진제어유닛(engine control unit, ECU) 또는 엔진제어모듈(engine control module, ECM)은 엔진의 내부적인 동작을 다양하게 제어하는 임베디드 장치이다. 가장 단순한 ECU는 SI 엔진의 폭발시에 실린더의 연료분사량을 제어하는데 사용되며, 현재 대부분 자동차에 탑재된 좀 더 복잡한 형태의 ECU는 점화 시기, 가변 밸브 타이밍, 터보차저에서 조절하는 부스터 레벨, 기타 주변장치 등을 제어하는데 사용된다.

## 역사
과거의 자동차는 엔진에 정해진 연료량을 정해진 타이밍에 점화하는 기계식 방식(카뷰레터)으로 구동되었다. 이후 엔진 및 주행 상태에 맞게 연료를 공급하고, 그에 맞게 점화 타이밍을 제어하는 ECU가 등장하면서 자동차는 엔진 효율성을 더욱 높일 수 있게 되었다.
초기의 ECU는 점화시기, 공회전 제어, 연료분사 등 엔진의 핵심 기능을 제어하도록 개발되었다. 그러다 차량의 전자화가 널리 이루어지면서 엔진을 비롯한 다른 계통에 대한 제어도 수행할 수 있게 되었다. 현재는 엔진과 더불어 에어백, 타이어 공기압, 변속기, 브레이크, 조향 장치, 에어컨 등 다양한 액추에이터를 제어할 수 있다.

## 작동 원리
엔진제어기는 센서로부터 신호를 입력받는 입력 인터페이스, 순서에 따라 데이터를 연산 처리하는 컴퓨터(마이크로 컴퓨터), 그리고 계산에 따라 액추에이터를 제어하는 출력 인터페이스로 구성된다.
엔진제어기의 입력장치는 '센서'이다. 공기흐름 센서, 냉각 온도 센서, 연료 압력 센서, 배터리 등 차량 내의 각종 센서로부터 데이터를 수집한다. 입력된 데이터에 대한 연산처리를 통해 각종 액추에이터 장치들을 제어해서 자동차가 운전자의 목표에 부합한 성능과 연비 효율을 끌어낼 수 있도록 도와준다.
엔진제어기가 제어하는 기능 중 가장 중요한 부분이 바로 '연료분사장치'이다. 엔진제어기는 적절한 양의 연료를 엔진에 공급하고, 가장 효율적인 점화 타이밍과 출력을 실현할 수 있다. 엔진제어기(ECU)는 가속 페달을 밟은 정도, 엔진 회전수, 냉각수 온도, 공기 흡입량 등에 따라 연료 분사량을 제어한다.

## 같이 보기
- 온보드 진단기